# 安格拉·施泰因巴赫
安格拉·施泰因巴赫（德語：Angela Steinbach，1955年3月31日—），德国女子游泳运动员。她曾代表西德参加1972年夏季奥林匹克运动会游泳比赛，获得女子4×100米自由泳接力铜牌。